# Бабанский, Иван Илларионович
Иван Илларионович Бабанский — советский хозяйственный, государственный и политический деятель, Герой Социалистического Труда.

## Биография
Родился в 1930 году в Полтавской области. Член КПСС.
С 1950 года — на хозяйственной, общественной и политической работе. В 1950—1990 гг. — кузнец, военнослужащий Советской Армии, кузнец Харьковского завода холодильных машин Министерства химического и нефтяного машиностроения СССР.
Указом Президиума Верховного Совета СССР от 3 января 1974 года присвоено звание Героя Социалистического Труда с вручением ордена Ленина и золотой медали «Серп и Молот».
Делегат XXV съезда КПСС.
Жил в Харькове.